# Алту-Лонга
Алту-Лонга (порт. Alto Longá) — муниципалитет в Бразилии, входит в штат Пиауи. Составная часть мезорегиона Северо-центральная часть штата Пиауи. Входит в экономико-статистический микрорегион Кампу-Майор. Население составляет  13 646 человек на 2010 год. Занимает площадь 1737,836 км². Плотность населения — 7,85 чел./км².

## Демография
Согласно сведениям, собранным в ходе переписи 2010 г. Национальным институтом географии и статистики (IBGE), население муниципалитета составляет:
| Полное население                               | Полное население                               | Полное население                               | Полное население                               | 13 646 |
| ---------------------------------------------- | ---------------------------------------------- | ---------------------------------------------- | ---------------------------------------------- | ------ |
| в том числе:                                   | Городское население                            | 6714                                           | Процент городского населения, %                | 49,20  |
|                                                | Сельское население                             | 6932                                           | Процент сельского населения, %                 | 50,80  |
|                                                | Мужское население                              | 6958                                           | Процент мужского населения, %                  | 50,99  |
|                                                | Женское население                              | 6688                                           | Процент женского населения, %                  | 49,01  |
| Плотность населения, чел/км²                   | Плотность населения, чел/км²                   | Плотность населения, чел/км²                   | Плотность населения, чел/км²                   | 7,85   |
| Население муниципалитета в % к населению штата | Население муниципалитета в % к населению штата | Население муниципалитета в % к населению штата | Население муниципалитета в % к населению штата | 0,44   |

По данным оценки 2016 года, население муниципалитета составляет 14 006 жителей.

## История
Город основан в 1938 году.

## Статистика
- Валовой внутренний продукт на 2003 год составляет 18 232 259,00 реалов (данные: Бразильский институт географии и статистики).
- Валовой внутренний продукт на душу населения на 2003 год составляет 1538,59 реалов (данные: Бразильский институт географии и статистики).
- Индекс развития человеческого потенциала на 2000 год составляет 0,580 (данные: Программа развития ООН).